# Pleso nad Skokom
Pleso nad Skokom (deutsch Nadskok-See, ungarisch Nadskok-tó, polnisch Staw nad Skociem) ist ein kleiner Bergsee auf der slowakischen Seite der Hohen Tatra.
Er befindet sich im Tal Mlynická dolina (deutsch Mühlbachtal) und seine Höhe beträgt 1801 m n.m.. Seine Fläche liegt bei 7360 m², er misst 158 × 80 m und ist bis zu 1,8 m tief. Der See liegt in der Krummholzstufe oberhalb des Wasserfalls Skok (deutsch Schleierwasserfall), was seinen Namen erklärt, denn die slowakische Präposition nad heißt auf Deutsch „über“. Der einzige oberirdische Zu- und Abfluss ist die Mlynica im Einzugsgebiet des Poprad.
Gegen Mitte des 19. Jahrhunderts bezeichnete der veraltete Name Mühlbachsee diesen Bergsee, als die anderen im Tal Mlynická dolina gelegenen Seeflächen schlicht als kleine Seen bezeichnet wurden. Zu dieser Zeit dürfte er eine Fläche von ca. 3 Hektar bedeckt haben und war somit der größte See des Tals. Als der Bach einen Teil des Moränenwalls am Wasserfall Skok wegspülte, führte dies zur Verkleinerung des Sees auf die heutige Fläche.
Am See vorbei führt ein gelb markierter Wanderweg von Štrbské Pleso heraus durch das Tal Mlynická dolina zur Scharte Bystrá lávka und zum Übergang ins Tal Furkotská dolina. Der Aufstieg vom Wasserfall Skok ist teilweise durch Ketten gesichert.